# Bitomus hemicoriaceus
Bitomus hemicoriaceus är en stekelart som först beskrevs av Fischer 1966.  Bitomus hemicoriaceus ingår i släktet Bitomus och familjen bracksteklar. Inga underarter finns listade.